# Josip Uhač
Josip Uhač (ur. 20 lipca 1924 w Brseču, zm. 18 stycznia 1998 w Rzymie) – chorwacki duchowny katolicki, arcybiskup, wieloletni nuncjusz apostolski, wysoki urzędnik Kurii rzymskiej, przewidziany do kreacji kardynalskiej na konsystorzu w 1998.

## Życiorys
16 kwietnia 1949 otrzymał święcenia kapłańskie. W 1952 rozpoczął przygotowanie do służby dyplomatycznej na Papieskiej Akademii Kościelnej.
23 czerwca 1970 został mianowany przez Pawła VI nuncjuszem apostolskim w Pakistanie oraz biskupem tytularnym diecezji Tharros.
Sakry biskupiej 5 września 1970 r. udzielił mu arcybiskup Rijeki Viktor Burić.
Następnie w 1976 został przedstawicielem Watykanu w Kamerunie i Gwinei Równikowej. Następnie był nuncjuszem apostolskim w Zairze (1981-1984) i Niemczech (1984-1991).
W 1991 powrócił do Watykanu gdzie objął stanowisko sekretarza w Kongregacji ds. Ewangelizacji Narodów.
Zmarł 18 stycznia 1998 w Rzymie. Tego dnia papież ogłosił nazwiska nowych kardynałów, którzy otrzymali birety kardynalskie na konsystorzu 21 lutego 1998, wśród nich był zmarły wcześniej Josip Uhač. Podobna sytuacja miała miejsce w roku 2007 z polskim biskupem Ignacym Jeżem, który zmarł w przeddzień ogłoszenia nazwisk przyszłych kardynałów.